# Hilary du Pré
Hilary du Pré, née le 25 avril 1942 à Hemel Hempstead, est une musicienne classique, ayant pratiqué le piano, le violon et la flûte traversière. Elle est la sœur aînée de la violoncelliste Jacqueline du Pré.
Elle est dépeinte dans le film Hilary et Jackie, qui s'appuie sur A Genius in the Family (en), le récit autobiographique qu'elle a écrit avec son frère Piers, et qui crée une grande polémique lors de sa sortie en 1999.

## Jeunesse
Hilary naît le 25 avril 1942 à Hemel Hempstead dans le Hertfordshire. Sa mère Iris du Pré (en) est une pianiste de renom. Peu après la naissance d'Hilary, son père Derek est nommé capitaine aux Coldstream Guards.
Elle joue successivement du piano, du violon et de la flûte traversière, mais est rapidement cantonnée à un rôle d'accompagnatrice, le talent de sa sœur violoncelliste Jacqueline étant beaucoup plus remarqué et reconnu.
Toutefois, son talent musical, en particulier en piano et en flûte, est également exceptionnel. Elle a étudié à la Royal Academy of Music, et les deux sœurs jouent à de nombreuses reprises en public ensemble.

## Mariage
À dix-neuf ans, lassée d'être comparée musicalement à sa sœur, Hilary abandonne la pratique instrumentale et épouse en septembre 1961 le chef d'orchestre Christopher Finzi (en), surnommé « Kiffer »,.
Toutefois son mari a une liaison durant plus d'un an avec Jacqueline. À l'époque, Hilary et Christopher vivent dans une ferme à Ashmansworth, où ce dernier a une vie affective et sexuelle très libre, d'où naissent notamment trois enfants hors mariage. Leur lieu de vie est qualifié a posteriori de « communauté pseudo-religieuse » où Christopher Finzi tient le rôle de « gourou »,.

## Récit autobiographique polémique
En 1996 paraît le livre biographique A Genius in the Family (en) écrit par Hilary et son frère Piers. Le livre crée une grande polémique, notamment du fait de la révélation de la liaison entre Christopher Finzi et Jacqueline. Hilary affirme qu'elle a, après le choc initial, autorisé cette relation pour l'équilibre mental de sa sœur. Les enfants d'Hilary, et notamment sa fille Clare Finzi, contestent cette version,.
Du livre est tiré un film, Hilary et Jackie, qui sort en 1999, et qui crée une polémique encore plus importante que le livre bien que le réalisateur affirme avoir voulu « honorer l'esprit de Jackie » (« honor the spirit of Jackie »). Dans le film, Hilary est interprétée par Rachel Griffiths. Une des scènes la dépeint comme presque incapable de jouer une note de flûte lors d'un cours. De manière générale, c'est l'attitude générale que le film prête à Jacqueline du Pré qui est reprochée au film, notamment par John Williams, ainsi que par Yehudi Menuhin, Itzhak Perlman, William Pleeth (en), Mstislav Rostropovich, Julian Lloyd Webber et Pinchas Zukerman
Plusieurs médias estiment à cette occasion qu'Hilary et son frère Piers expriment un sentiment de jalousie envers leur défunte sœur ; le réalisateur sud-africain Christopher Nupen (en), ami proche de Jacqueline du Pré, estime que ces médias ont grossi l'importance de ce sentiment.